# Cmentarz wojenny nr 105 – Biecz

Cmentarze I wojny światowej w Bieczu

Cmentarz wojenny nr 105 – Biecz-Harta – austriacki cmentarz wojenny z okresu I wojny światowej wybudowany przez Oddział Grobów Wojennych C. i K. Komendantury Wojskowej w Krakowie, zaprojektowany przez Hansa Mayra, znajdujący się w Bieczu. Należy do III Okręgu Cmentarnego Gorlice.

## Opis
Znajduje się w zachodniej części miasta Biecz, na wzgórzu Harta. Cmentarz powstał przy pochodzącej z 1812 roku kapliczce, która stanowi jego główny element kompozycyjny. Ma kształt wieloboku o powierzchni 173 m². Cmentarz otacza murowany parkan, znajduje się na nim drewniany krzyż z półokrągłym daszkiem. Na grobach znajdują się typowe dla projektów Mayra żeliwne krzyże z miejscem na tabliczkę na skrzyżowaniu ramion. Cmentarz znajduje się na terenie osuwiskowym i jest obecnie w bardzo złym stanie – północna część skarpy, wraz z fragmentem cmentarza, obsunęła się.
Na cmentarzu pochowano 43 żołnierzy w 10 pojedynczych grobach i 13 mogiłach zbiorowych:
- 32 żołnierzy austro-węgierskich
- 10 żołnierzy niemieckich
- 1 o nieustalonej przynależności armijnej

poległych w 1914 roku oraz w maju 1915 roku w walkach o Biecz. Znane są nazwiska 40 pochowanych.

## Galeria

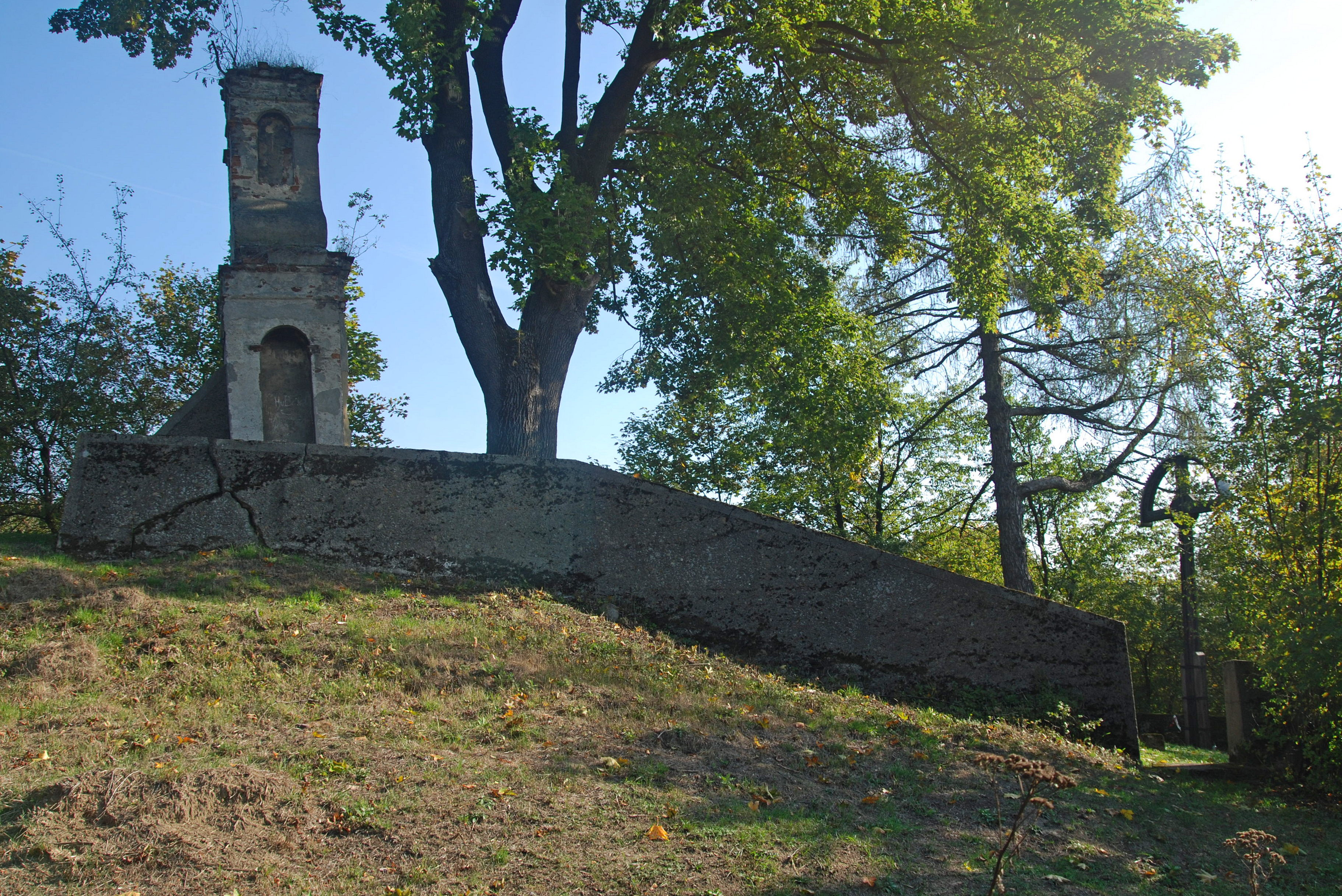
Widok ogólny
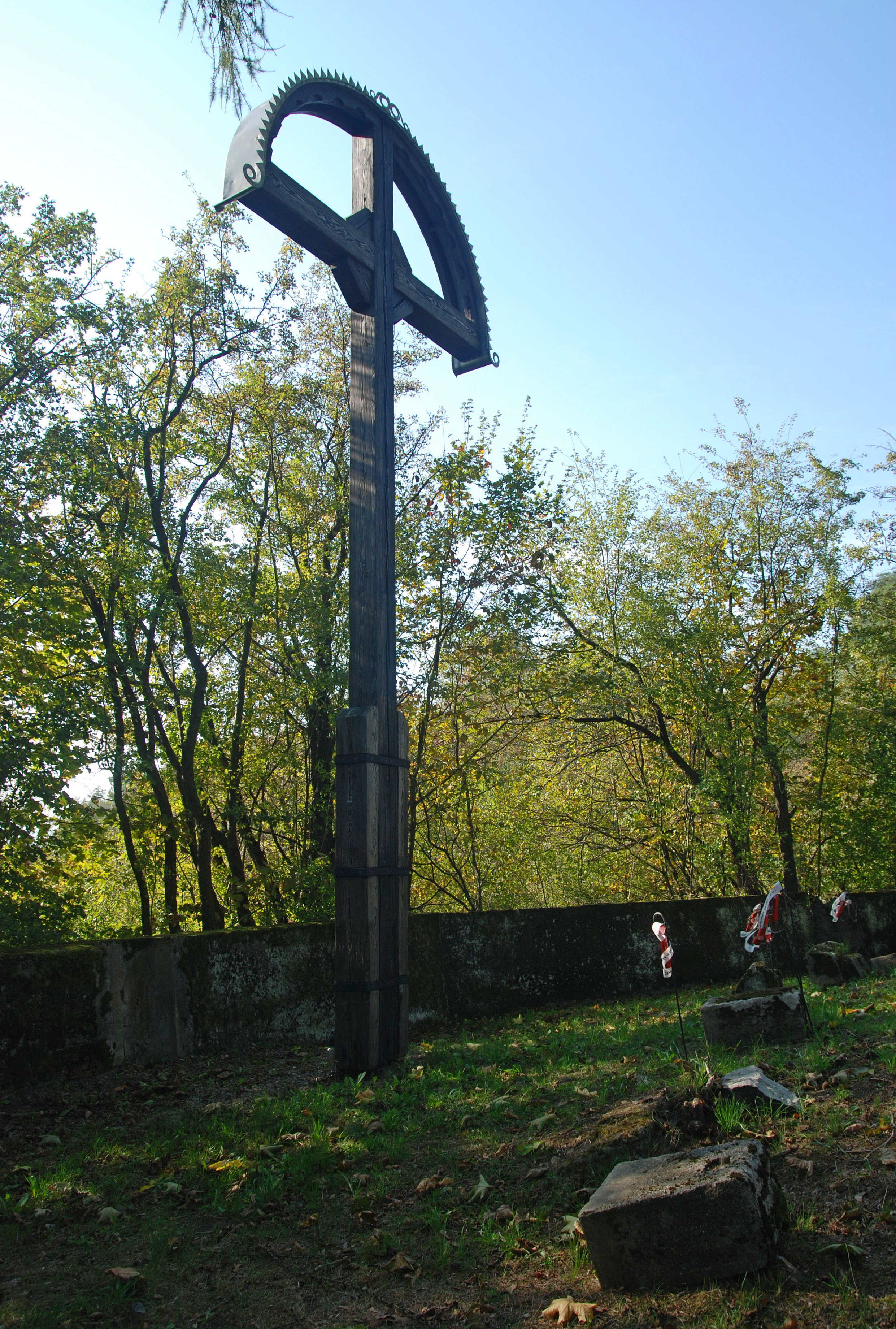
Krzyż centralny Mayra
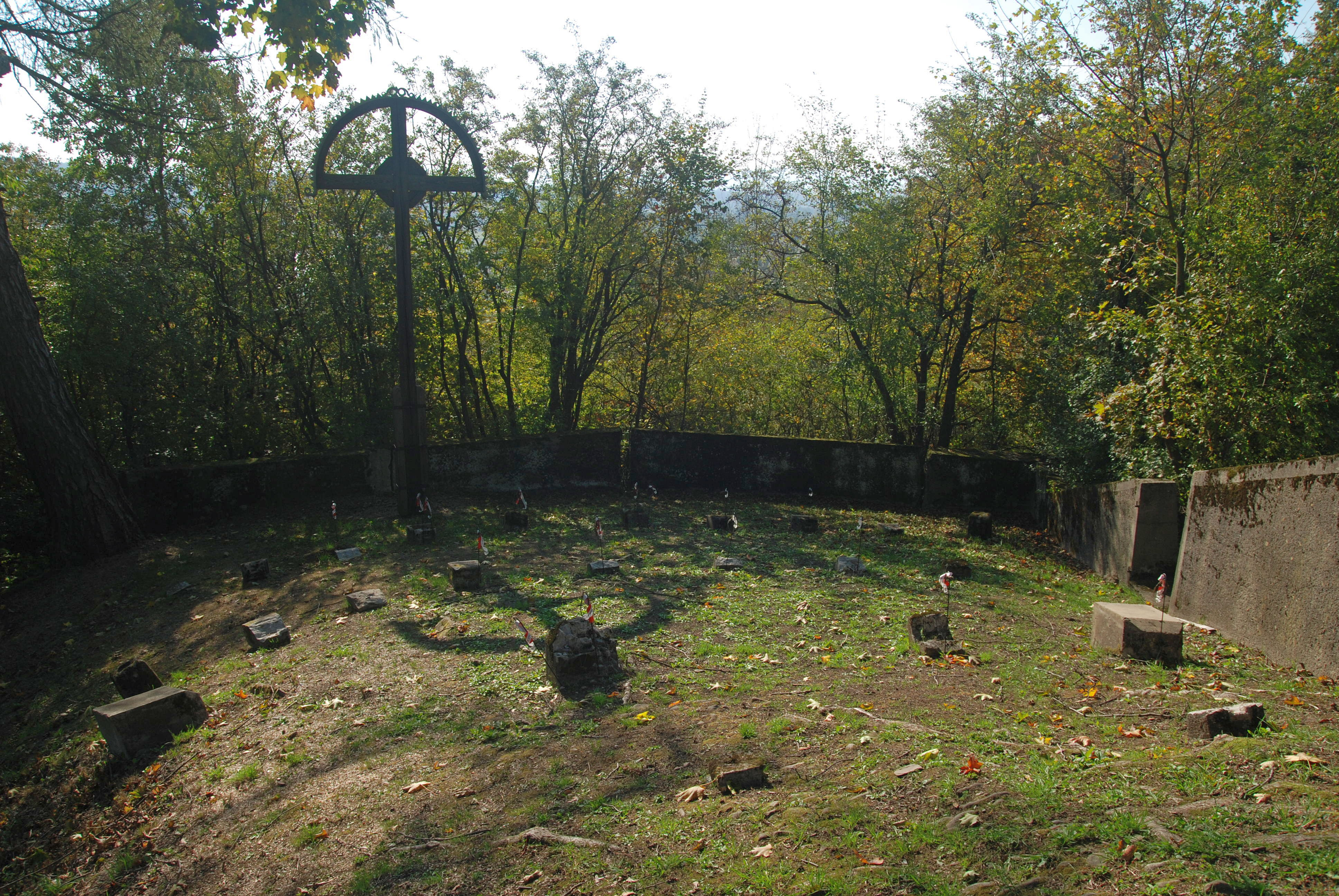
Fragment cmentarza
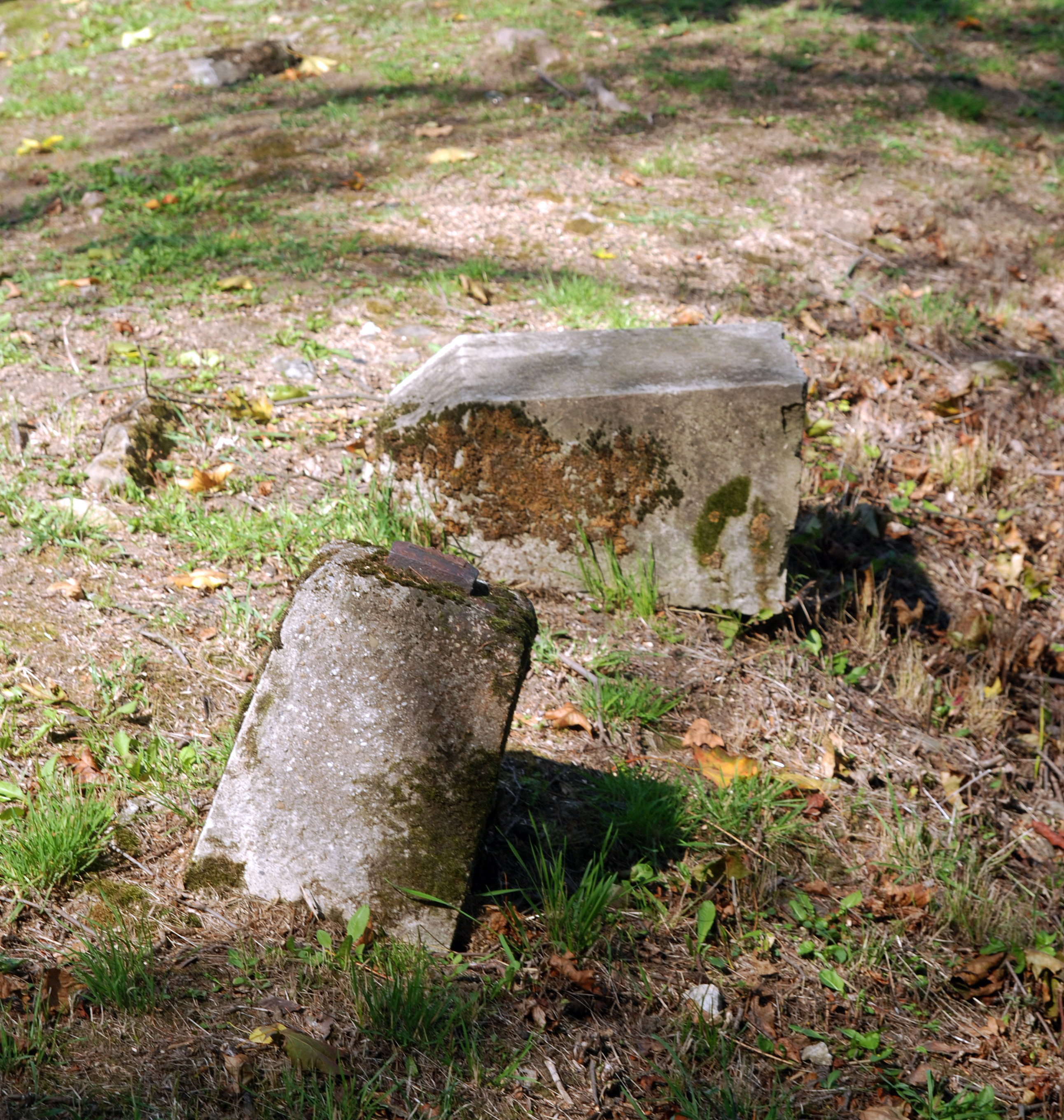
Zniszczony nagrobek
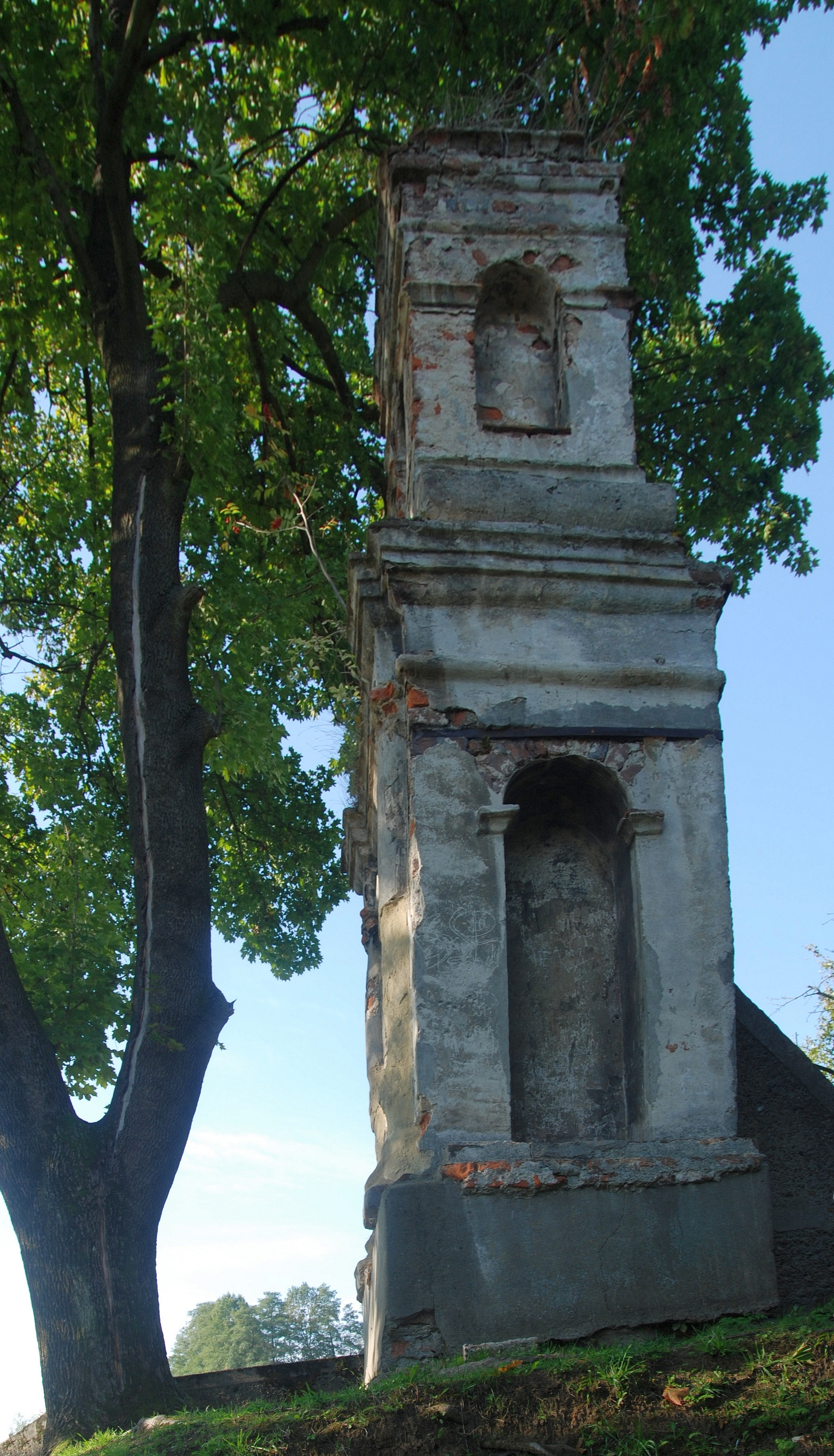
Kapliczka
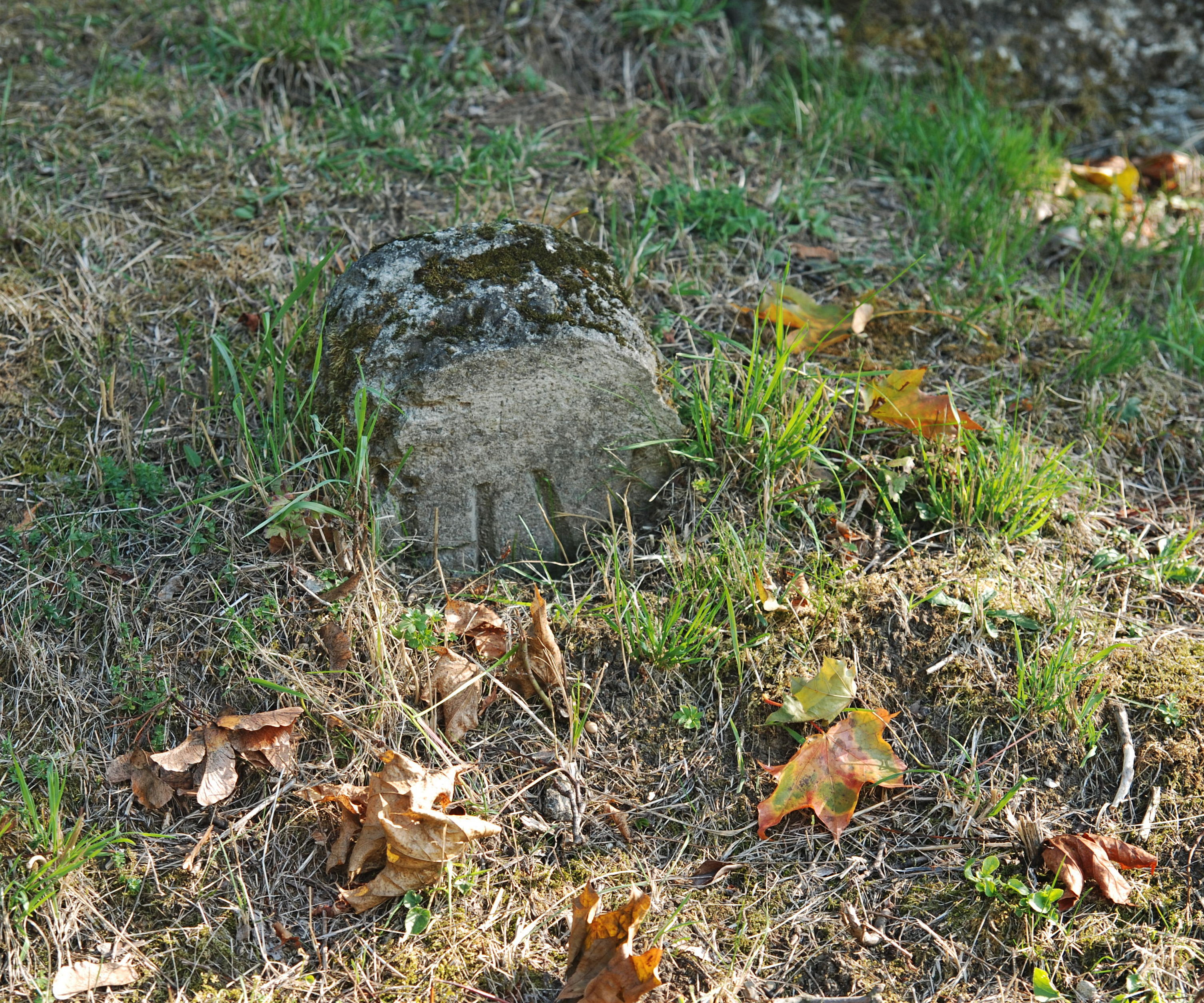
Słupek graniczny cmentarza HV (Heeres Vermessung)